# Parnassius hunnyngtoni
Parnassius hunnyngtoni är en fjärilsart som beskrevs av Andrej Nikolajewitsch Avinoff 1916. Parnassius hunnyngtoni ingår i släktet Parnassius och familjen riddarfjärilar. Inga underarter finns listade i Catalogue of Life.

## Bildgalleri

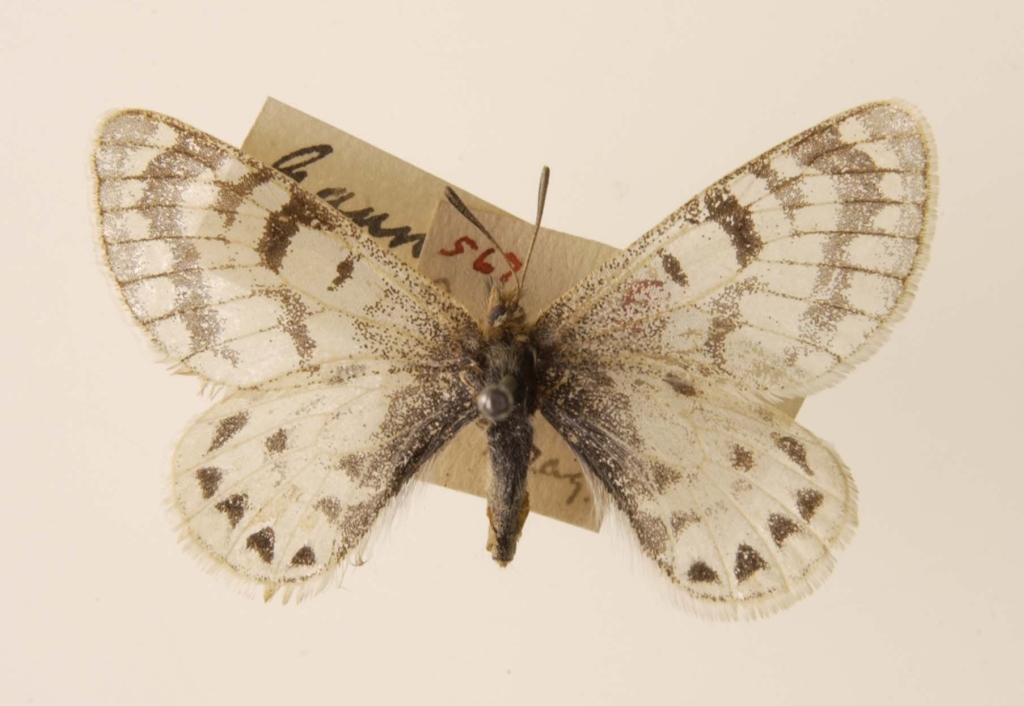